# Веселковий прапор (ЛГБТ)

Прапор гордості прогресу ЛГБТКІА+

Веселковий прапор (також відомий як Прайд прапор (англ. Pride flag), Прапор свободи (англ. Freedom flag)) — Міжнародний символ спільноти лесбійок, геїв, бісексуальних і трансгендерних людей (скор. ЛГБТ-спільнота), а також руху на підтримку прав людини для них. Традиційно прапор складається із шести поздовжніх смуг, кольори яких (за винятком блакитного кольору) йдуть відповідно до природного порядку веселки зверху вниз: червоний, помаранчевий, жовтий, зелений, синій та фіолетовий. Прапор використовується в ходах гей-прайдів та інших громадських акціях, вивішується в гей-кварталах, на будинках ЛГБТ-організацій, «Gay-friendly» закладів.
Прапор покликаний відображати єдність у різноманітності, красі та радості ЛГБТ-спільноти.

## Історія
Веселковий прапор був розроблений Гілбертом Бейкером спеціально для гей-параду в Сан-Франциско 1978. Цей рік став для місцевої ЛГБТ-спільноти історичною— вперше в Каліфорнії відкритий гей Харві Мілк був обраний на політичну посаду (як член міської наглядової ради). У той самий час консерваторами штату було розгорнуто кампанію, спрямовану на внесення дискримінуючих поправок до законодавства («Ініціатива Бриггса»). Гілберт Бейкер відгукнувся на заклик активістів гей-руху створити яскравий символ, який би уособлював та консолідував ЛГБТ-спільноту. Прапор є уособленням концепції «гей-прайду» та відкритості. Автор веселкового прапора художник Гілберт Бейкер так описав його значення:
Початкова ідея райдужного прапора — звільнення. Можливість вирватися на волю, вийшовши за рамки, створені страхом і прагненням «відповідати нормам», право заявити про свою сексуальність без сорому та остраху відплати з боку тих, хто диктує «етичні закони».
Будь-яка революція починається зі слова «ні». Ні несправедливості, ні насильству, ні дискримінації, ні утискам, ні рабству, ні існуванню під гнітом постійного страху. Так — коханню. Зухвалі кольори нашого прапора підтримували цю ідею протягом 30 років.
Райдужний прапор живий тому, що представляє всіх нас у всьому нашому розмаїтті та красі… Кожен прапор символізує ідею. Райдужний прапор — це здоровий глузд і хоробрі дії.

Художник особливо наголошує: «Коли я задумався про створення прапора для гей-руху, не було жодного іншого міжнародного символу для нас, крім рожевого трикутника, яким нацисти ідентифікували геїв у концентраційних таборах. Хоча рожевий трикутник, як і раніше, був потужним символом, але він все ж таки був нам нав'язаний».
| насичений рожевий — сексуальність       |
| червоний — життя                        |
| помаранчевий — здоров'я                 |
| жовтий — сонячне світло                 |
| зелений — природа                       |
| бірюзовий — магія/мистецтво             |
| індиго — спокій/гармонія                |
| фіолетовий — сила духу/духовний початок |

Є кілька припущень, чому надалі з прапора було прибрано рожеву, а потім бірюзову смугу, і при цьому індиго було замінено на синій. Зазначається, що після вбивства 27 листопада 1978 року політика та відкритого гея Харві Мілка з наступними виступами протесту популярність прапора різко зросла. За офіційною версією, зміни були внесені через економічні та технічні складнощі масового виробництва. Інші джерела вказують, що один із магазинів, щоб задовольнити попит, що збільшився, став продавати зі складів надлишки прапорів організації «Rainbow Girls», які не мали рожевої смуги. Видалення бірюзової смуги, за однією з версій, відбулося під час підготовки до сан-франциського гей-прайду 1979 року, коли в результаті дизайнерського рішення прапор «розщепили», щоб зробити обрамлення ходи з двох сторін вулиці, але для цього він повинен був мати парне число смуг.
Веселковий прапор періодично стає мішенню «війн прапорів». Так, у 2011 році влада Мінська не дозволила його на першому в Білорусії санкціонованому пікеті на захист прав ЛГБТ, мотивувавши заборону відсутністю у нього реєстрації. Подібні скандали відбувалися в багатьох країнах світу, ряд з них мали як наслідок гучні судові процеси. Деякі релігійні групи, вказуючи на біблійну символіку, звинувачують ЛГБТ-спільноту в «крадіжці веселки». У березні 2011 року вболівальники "Зеніту» спалили веселковий прапор на виїзній грі в Нідерландах. У 2011 році депутат парламенту Санкт-Петербурга Олена Бабич звинуватила людей, які використовують зображення веселки, у «пропаганді гомосексуалізму» та загрозі вимирання нації.

### Національні варіанти
|                     |                      |                         |                                 |
| Прайд-прапор Канади | Прайд-прапор Іспанії | Прайд-прапор Казахстану | Прайд-прапор США («Нова слава») |

## Приклади використання

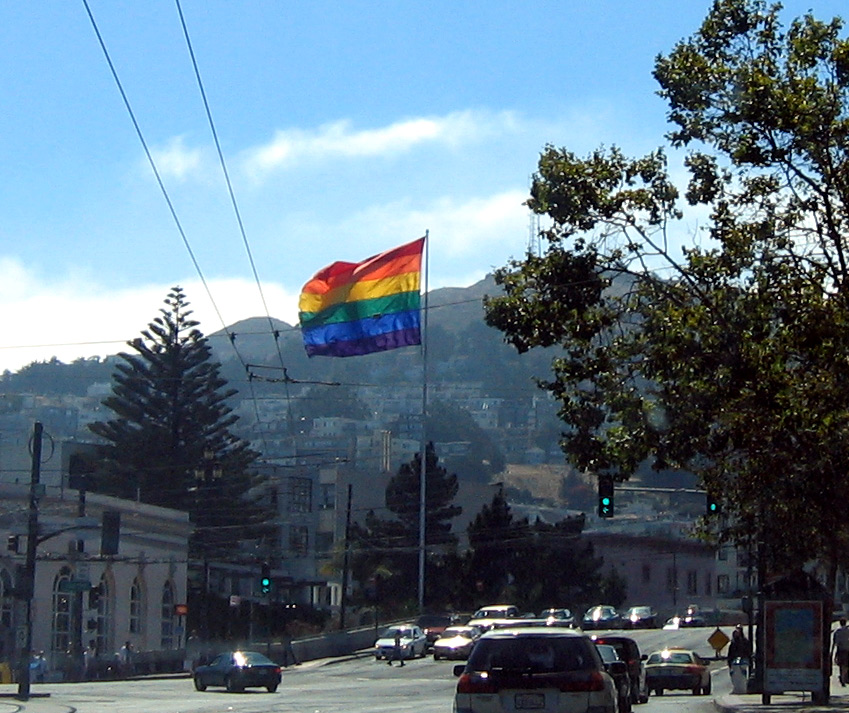
Площа Харві Мілка, Кастро, Сан-Франциско.
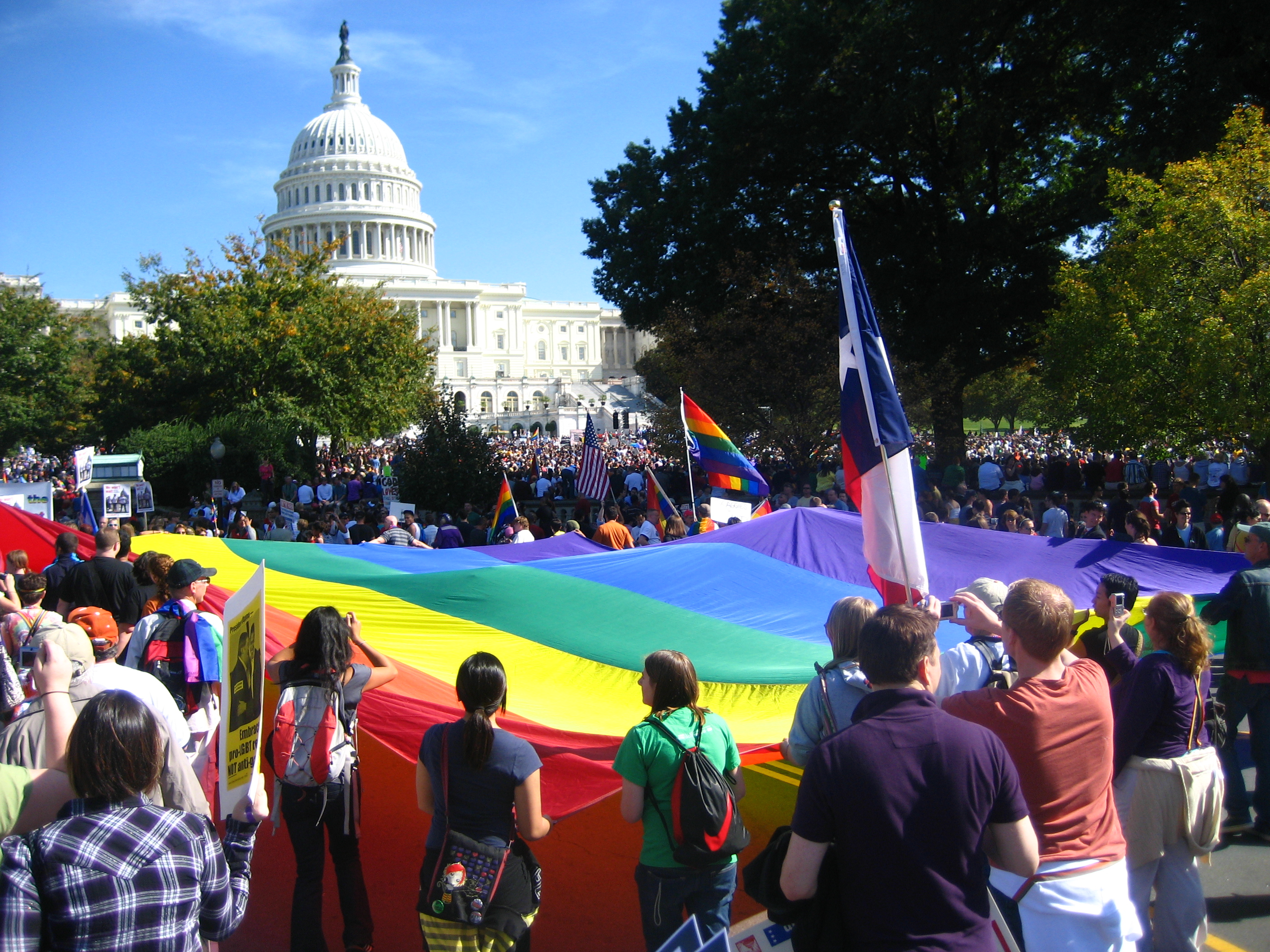
Національний марш рівності. Вашингтон, 11 жовтня 2009
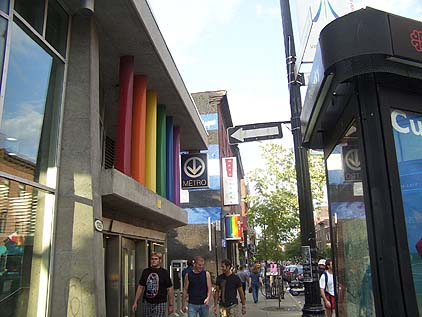
Веселковий декор станції Бодрі монреальського метро в гей-кварталі Ле Віляж
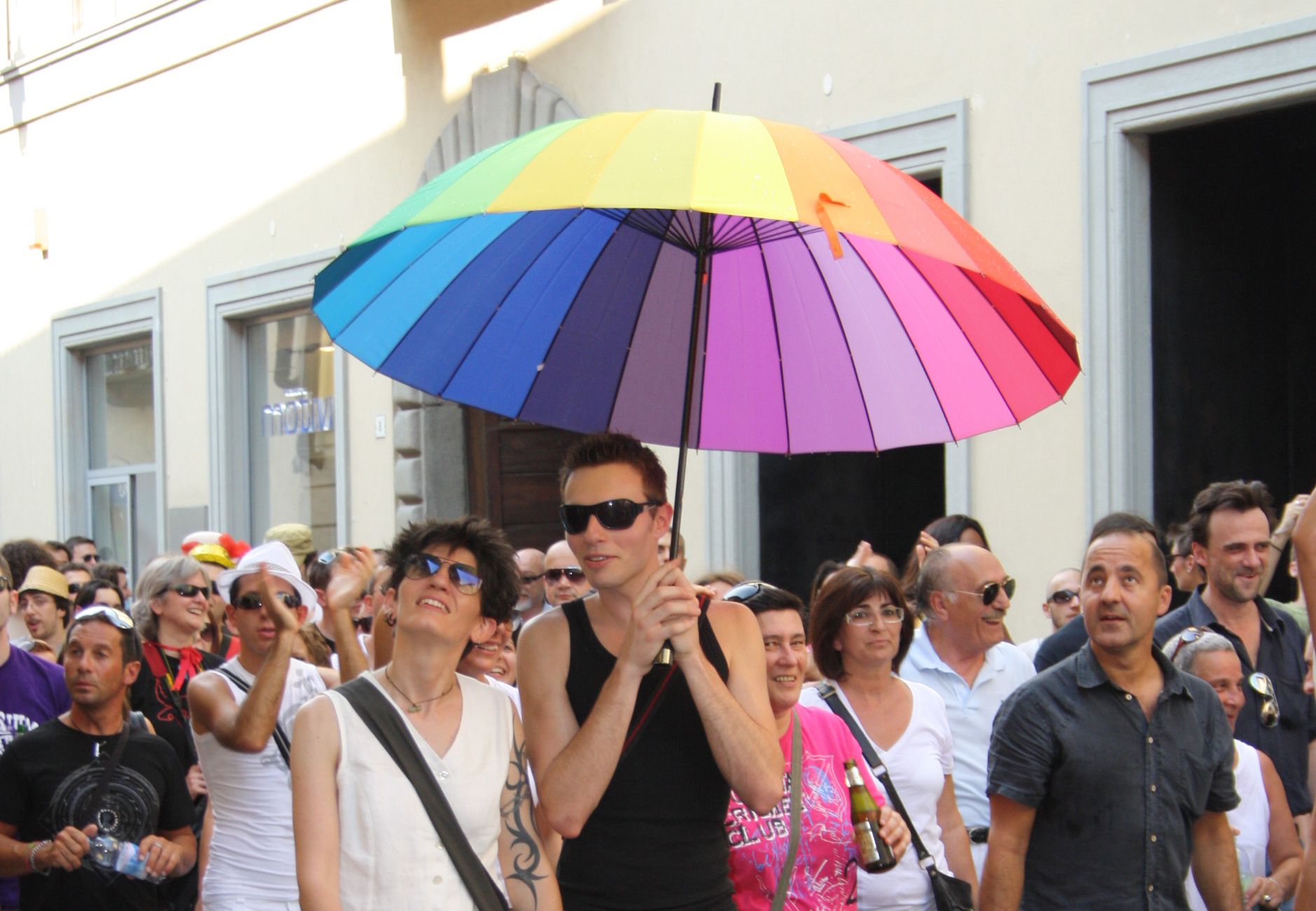
Веселкова парасолька на гей-прайді в Тревільо, Італія. 3 липня 2010
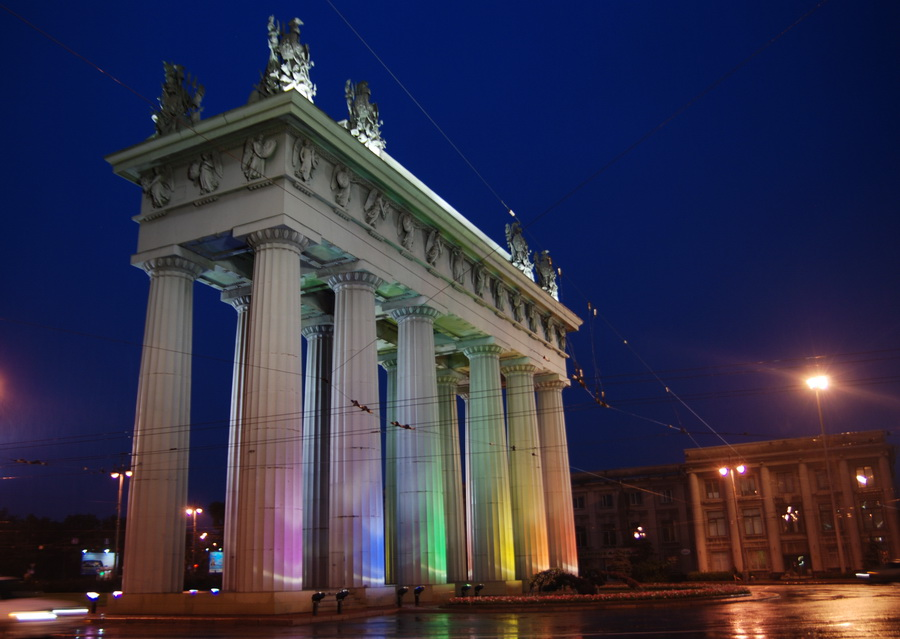
Московські Тріумфальні ворота у дні Санкт-Петербурзького гей-прайду